# Ганна Тейлор
Ганна Фей Тейлор  (англ. Hannah Fay Taylor; нар. 30 квітня 1998, Шарлоттаун, Острів Принца Едварда) — канадська борчиня вільного стилю, дворазова срібна призерка Панамериканських чемпіонатів, срібна призерка Панамериканських ігор, бронзова призерка Ігор Співдружності, учасниця Олімпійських ігор.

## Життєпис
Боротьбою почала займатися в 11 років і після двох коротких сезонів у школі приєдналася до клубної команди, щоб частіше змагатися. У 2017 році стала срібною призеркою Панамериканського чемпіонату серед юніорів. Наступного року на цих же змаганнях здобула чемпіонський титул. У 2019 та 2021 роках виборола бронзові нагороди чемпіонату світу серед молоді.
Здобула ступінь бакалавра спортивного менеджменту (з відзнакою) в Університеті Брока у 2021 році. Працює в компанії «Ready in Five».

## Спортивні результати на міжнародних змаганнях

### Виступи на Олімпіадах
| Змагання                    | Збірна | Вагова категорія          | Місце |
| --------------------------- | ------ | ------------------------- | ----- |
| Літні Олімпійські ігри 2024 | Канада | жіноча боротьба, до 57 кг | 5     |

### Виступи на Чемпіонатах світу
| Змагання                        | Збірна | Вагова категорія          | Місце |
| ------------------------------- | ------ | ------------------------- | ----- |
| Чемпіонат світу з боротьби 2019 | Канада | жіноча боротьба, до 57 кг | 22    |
| Чемпіонат світу з боротьби 2022 | Канада | жіноча боротьба, до 57 кг | 12    |
| Чемпіонат світу з боротьби 2023 | Канада | жіноча боротьба, до 57 кг | 17    |

### Виступи на Панамериканських чемпіонатах
| Змагання                                   | Збірна | Вагова категорія          | Місце  |
| ------------------------------------------ | ------ | ------------------------- | ------ |
| Панамериканський чемпіонат з боротьби 2019 | Канада | жіноча боротьба, до 57 кг | Срібло |
| Панамериканський чемпіонат з боротьби 2020 | Канада | жіноча боротьба, до 57 кг | Срібло |
| Панамериканський чемпіонат з боротьби 2023 | Канада | жіноча боротьба, до 57 кг | 7      |
| Панамериканський чемпіонат з боротьби 2024 | Канада | жіноча боротьба, до 57 кг | 5      |

### Виступи на Панамериканських іграх
| Змагання                  | Збірна | Вагова категорія          | Місце  |
| ------------------------- | ------ | ------------------------- | ------ |
| Панамериканські ігри 2019 | Канада | жіноча боротьба, до 57 кг | 8      |
| Панамериканські ігри 2023 | Канада | жіноча боротьба, до 57 кг | Срібло |

### Виступи на Іграх Співдружності
| Змагання                | Збірна | Вагова категорія          | Місце  |
| ----------------------- | ------ | ------------------------- | ------ |
| Ігри Співдружності 2022 | Канада | жіноча боротьба, до 57 кг | Бронза |

### Виступи на інших змаганнях
| Змагання                                                        | Збірна | Вагова категорія          | Місце  |
| --------------------------------------------------------------- | ------ | ------------------------- | ------ |
| Міжнародний меморіал Білла Фаррелла 2016                        | Канада | жіноча боротьба, до 58 кг | 4      |
| Кубок Канади з боротьби 2017                                    | Канада | жіноча боротьба, до 55 кг | Срібло |
| Кубок Канади з боротьби 2018                                    | Канада | жіноча боротьба, до 57 кг | Срібло |
| Гран-прі Іспанії з боротьби 2018                                | Канада | жіноча боротьба, до 57 кг | 5      |
| Турнір міста Сассарі з боротьби 2019                            | Канада | жіноча боротьба, до 57 кг | 7      |
| Гран-прі Іспанії з боротьби 2019                                | Канада | жіноча боротьба, до 57 кг | Бронза |
| Тестовий турнір UWW 2019                                        | Канада | жіноча боротьба, до 57 кг | 6      |
| Кубок Канади з боротьби 2022                                    | Канада | жіноча боротьба, до 57 кг | Золото |
| Гран-прі Іспанії з боротьби 2022                                | Канада | жіноча боротьба, до 57 кг | 5      |
| Відкритий чемпіонат Загреба з боротьби 2023                     | Канада | жіноча боротьба, до 57 кг | 12     |
| Klippan Lady Open 2023                                          | Канада | жіноча боротьба, до 59 кг | Срібло |
| Гран-прі Іспанії з боротьби 2023                                | Канада | жіноча боротьба, до 59 кг | Золото |
| Меморіал Імре Поляка та Яноша Варги 2023                        | Канада | жіноча боротьба, до 57 кг | Бронза |
| Відкритий чемпіонат Загреба з боротьби 2024                     | Канада | жіноча боротьба, до 57 кг | 5      |
| Гран-прі Франції Анрі Деглана 2024                              | Канада | жіноча боротьба, до 57 кг | Срібло |
| Олімпійський кваліфікаційний турнір з боротьби 2024 (Акапулько) | Канада | жіноча боротьба, до 57 кг | Золото |
| Меморіал Маттео Пелліконе 2024 (Сассарі)                        | Канада | жіноча боротьба, до 59 кг | Золото |

### Виступи на змаганнях молодших вікових груп
| Змагання                                                 | Збірна | Вагова категорія          | Місце  |
| -------------------------------------------------------- | ------ | ------------------------- | ------ |
| Панамериканський чемпіонат з боротьби серед юніорів 2017 | Канада | жіноча боротьба, до 55 кг | Срібло |
| Чемпіонат світу з боротьби серед юніорів 2017            | Канада | жіноча боротьба, до 55 кг | 9      |
| Панамериканський чемпіонат з боротьби серед юніорів 2018 | Канада | жіноча боротьба, до 57 кг | Золото |
| Чемпіонат світу з боротьби серед юніорів 2018            | Канада | жіноча боротьба, до 57 кг | 5      |
| Чемпіонат світу з боротьби серед кадетів 2013            | Канада | жіноча боротьба, до 52 кг | 7      |
| Панамериканський чемпіонат з боротьби серед кадетів 2015 | Канада | жіноча боротьба, до 56 кг | 6      |
| Чемпіонат світу з боротьби серед кадетів 2015            | Канада | жіноча боротьба, до 56 кг | 23     |
| Чемпіонат світу з боротьби серед молоді 2019             | Канада | жіноча боротьба, до 57 кг | Бронза |
| Чемпіонат світу з боротьби серед молоді 2021             | Канада | жіноча боротьба, до 57 кг | Бронза |